# KATOTTH
KATOTTH (КАТОТТГ, Кодифікатор адміністративно-територіальних одиниць та територій територіальних громад/Kodyfikator administratywno-terytorialnych odynyz ta terytorij terytorialnych hromad – „Kodifikator von administrativ-territorialen Einheiten und Territorien von Gebietskörperschaften“) ist ein Schlüssel zur Klassifizierung administrativer Objekte der Ukraine.
Es ist der Nachfolger des bis 26. November 2020 bestehenden Systems KOATUU (КОАТУУ) und wurde als Folge der seit 2015 eingeleiteten administrativ-territorialen Reformen in der Ukraine durch das Ministerium für Gemeinschaft und Territorien der Ukraine (Міністерство розвитку громад та територій України) entwickelt. 

## Objekte
Mit dem KATOTTH-System werden folgende Objekte unterschieden:
- Autonome Republik Krim
- Oblaste
- Rajone
- Städte
- Stadtrajone
- Siedlungen städtischen Typs
- Hromadas (Stadtgemeinde, Siedlungsgemeinde, Landgemeinde)
- Siedlungen
- Dörfer, Ansiedlungen

## Struktur und Aufbau
Das System besteht aus fünf Hierarchieebenen, zur Angabe wird ein Identifikationsblock: UA|ОО|RR|HHH|PPP|MM|UUUUU mit folgenden Codebezeichnungen verwendet:
UA = Ukraine (Land)
- Ziffer 1-2: OO – erste Hierarchieebene
  - Autonome Republik Krim
  - Oblaste
  - Städte mit besonderem Status
- Ziffer 3-4: RR – zweite Hierarchieebene
  - Rajone
- Ziffer 5-7: HHH – dritte Hierarchieebene
  - Hromada
- Ziffer 8-10: PPP – vierte Hierarchieebene
  - Städte
  - Siedlungen
  - Dörfer
  - Ansiedlungen
- Ziffer 11-12: MM - fünfte Hierarchieebene
  - Stadtrajone
- Ziffer 13-17: UUUUU
  - Eindeutige Kennziffer des Objekts

## Beispiel
KATOTTH-Code der südwestukrainischen Stadt Chotyn in der Oblast Tscherniwzi, Rajon Chotyn: UA-73-04-019-001-00-54219
- 73 (Ziffer 1 und 2) – Kennziffer der Oblast Tscherniwzi
- 04 (Ziffer 3 und 4) – Kennziffer für Rajon Dnister innerhalb der Oblast innerhalb des Rajons
- 019 (Ziffer 5, 6 und 7) – Kennziffer der Stadtgemeinde Chotyn (Hromada)
- 001 (Ziffer 8, 9 und 10) – Kennziffer für die Stadt Chotyn innerhalb der Hromada
- 00 (Ziffer 11 und 12) – Code für KEIN Stadtrajon
- 54219 (Ziffer 13, 14, 15, 16 und 17) – eindeutige Kennziffer des Objekts